# 江一帆

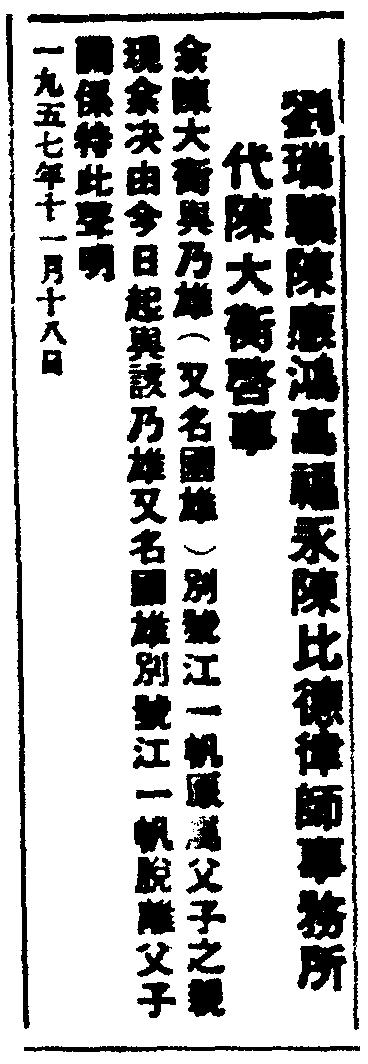
陳大衡在1957年11月18日發出與江一帆（陳乃雄）脫離父子關係啟示

江一帆（Kong Yat Fan，1931年-1981年11月12日），原名陳乃雄(國雄)。20世紀50年代至60年代的香港電影演員及商人，作為演員時，多演行為正直的正派角色，50年代曾與演員曾藍施鬧過桃色新聞，及曾被父親登報聲明脫離父子關係，60年代曾與演員夏萍訂婚但1年後解除婚約，及後息影從商。
江一帆﹙陳乃雄﹚在1957年11月14日(星期四)上午駕車外出後，一直沒有回家；他的機器商人父親陳大衡報警說兒子失蹤，江一帆﹙陳乃雄﹚在1957年11月16日(星期六)到警察局報告，表示他為了婚姻問題與家庭不協議而離家；他的父親陳大衡在1957年11月18日(星期一)委托[律師撰寫啟示：「余陳大衡與乃雄(又名國雄)別號江一帆，原屬父子關係，現余決由今日起與該乃雄又名國雄別號江一帆脫離父子關係，特此聲明。」，並刊登在香港《星島日報》﹙1957年11月20日(星期三)，第十四版。﹚，卻表示仍然願意供江一帆﹙陳乃雄﹚讀書
在1964年曾與演員夏萍閃電訂婚，然而在1965年3月意見相阻，協議解除婚約。
在20世紀60年代中期息影後，曾一度在「律師樓」任職；其後江一帆﹙陳乃雄﹚經營計程車。
1972年7月12日(星期三)，陳乃雄(一帆)以「光霞紙品廠」的總經理身份前往日本及美國的紐約及舊金山作兩個月考察及參觀工廠。當時他已與姓周的女子結婚。
1981年11月12日(星期四)因心臟病昏倒其私家車裡，在送住瑪麗醫院急救途中逝世，享年50歲。1981年11月16日(星期一)上午11時在瑪麗醫院的殮房以道教儀式舉殯，下午2時在歌連臣角火葬場火化遺體，與他同時出道的著名演員胡楓；朱丹、白碧及莫蘊霞亦有出席。

## 電影
- 江一帆﹙陳乃雄﹚的銀幕處男作《意中人》(1953年，擔任男主角，飾演歌唱家何平)；
- 江一帆遺作《萍嫂》(1965年，擔任男主角，飾演李志明)；江一帆最後上映的作品是《警網擒兇》(1966年，擔任男主角，飾演張朗)；
- 江一帆﹙陳乃雄﹚一生共參演45齣電影，大部份皆為男主角。

## 外部連結
- 香港電影資料館：江一帆﹙陳乃雄﹚參演電影的記錄[永久]
- 香港影庫：江一帆﹙陳乃雄﹚ （页面存档备份，存于）
- 江一帆﹙陳乃雄﹚的電演出片段 （页面存档备份，存于）
- 江一帆﹙陳乃雄﹚無限思念網站 （页面存档备份，存于）